# Ptilocephala moncaunella
Ptilocephala moncaunella is een vlinder uit de familie zakjesdragers (Psychidae). De wetenschappelijke naam van deze soort is voor het eerst geldig gepubliceerd in 1903 door Chapman.
De soort komt voor in Europa.